# Coppa dello Yemen del Sud
La Coppa dello Yemen del Sud era una competizione calcistica organizzata dalla Federazione calcistica dello Yemen (YFA). 
Venne giocata solamente una volta prima di essere cancellata: avvenne nel 1984 e fu vinta dall'Al-Wahda

## Finali
| Stagione | Vincitore          | Punteggio | Finalista  |
| -------- | ------------------ | --------- | ---------- |
| 1984     | Al-Wahda Club Aden | 3 - 2     | Al-Mukalla |